# His Majesty’s Ship
His (englisch Seiner) oder Her (Ihrer) Majesty’s Ship (Majestät Schiff), abgekürzt HMS oder H.M.S., ist amtliche Titulatur in Form eines Präfixes vor dem Schiffsnamen, das die Royal Navy für ihre im Dienst befindlichen Kriegsschiffe verwendet. In anderen Sprachen existieren inhaltlich gleichlautende Bezeichnungen wie zum Beispiel „Seiner Majestät Schiff“ oder „Zijner Majesteits“

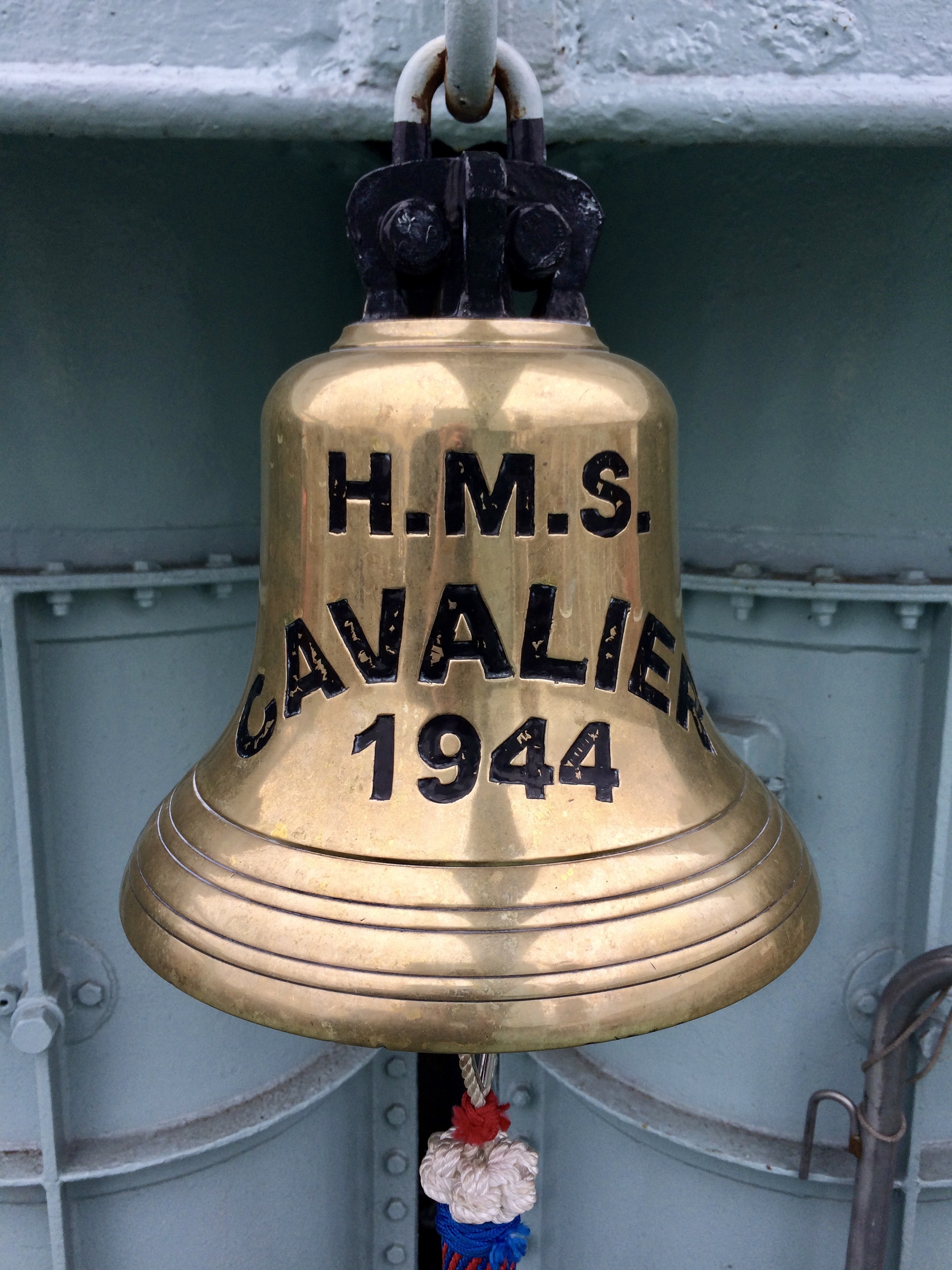
Schiffsglocke der Cavalier

## Verwendung in der Royal Navy
Die Formel „His Majesty’s Ship“ zeigt an, dass das Schiff im Dienst der Royal Navy steht, deren Oberbefehlshaber de jure der König ist. Er personifiziert im Rahmen der Britischen Monarchie den Staat, so dass sich hierin der besitzanzeigende Ausdruck begründet. In der Zeit von Von 1707 bis etwa 1800 wurde parallel hierzu auch His Britannic Majesty’s Ship (Abkürzung: „HBMS“) verwendet.
Der erste schriftliche Nachweis der abgekürzten Form „HMS“ stammt aus dem Jahr 1789 in Bezug auf die Phoenix.
Für U-Boote im aktiven Dienst wird ebenfalls das Präfix „HMS“, hier für „His Majesty’s Submarine“, verwendet, teilweise wird allerdings auch das Akronym „HMS/m“ gewählt, um auf den Schiffstyp hinzuweisen.
Weiterhin wird „HMS“ auch vor Namen sogenannter „Stone frigates“ (Steinfregatten - In der Royal Navy verbreitete informelle Bezeichnung für eine Marineeinrichtung an Land) gesetzt. Beispielhaft seien hier die Ausbildungsschule HMS Excellent auf einer Insel im Hafen von Portsmouth und die Forschungsstelle HMS Vulcan NRTE in Caithness, das zur Entwicklung von Kernenergiesystemen für den Einsatz in U-Booten genutzt wurde, genannt.

## Derivate und andere Marinen
Neben der allgemeinen oberbegrifflichen Bezeichnung wurden und werden in der Navy und den Marinen britischer Kolonien weitere Präfixe genutzt. Bedingt durch die historische Entwicklung der Bezeichnung von Wasserfahrzeugen als Schiff, die eine Mindestanzahl von drei Masten voraussetzte, sind auch Bezeichnungen wie
- H.M. Frigate oder
- H.M. Corvette

verzeichnet.
Die Königliche Yacht Britannia, ein durch die Royal Navy in Auftrag gegebenes Schiff, wurde in ihrer Dienstzeit auch als
- HMY „Britannia“

für „Ihrer Majestät Yacht“ Britannia bezeichnet.
Die Praxis der Titularisierung wird in mehreren Commonwealth Realms – souveränen Mitgliedstaat des Commonwealth of Nations, in denen der britische Monarch dennoch Staatsoberhaupt ist – sowie anderen Commonwealth-Ländern und ehemaligen Mitgliedern des British Empire aufrechterhalten, während andere hiervon inzwischen Abstand genommen haben.

### Aktuelle Nutzung
| LAND            | Schiffs-Bezeichnung                                                     | Präfix    | Marine                         |
| --------------- | ----------------------------------------------------------------------- | --------- | ------------------------------ |
| Kanada          | His Majesty’s Canadian Ship (französisch Navire canadien de Sa Majesté) | HMCS NCSM | Royal Canadian Navy            |
| Australien      | His Majesty’s Australian Ship                                           | HMAS      | Royal Australian Navy          |
| Neuseeland      | His Majesty’s New Zealand Ship                                          | HMNZS     | Royal New Zealand Navy         |
| Bahamas         | His Majesty’s Bahamian Ship                                             | HMBS      | Royal Bahamas Defence Force    |
| Papua-Neuguinea | His Majesty’s Papua New Guinean Ship                                    | HMPNGS    | Papua New Guinea Defence Force |
| Jamaika         | His Majesty’s Jamaican Ship                                             | HMJS      | Jamaica Defence Force          |
| Tuvalu          | His Majesty’s Tuvalu State Ship                                         | HMTSS     | [ 11 ]                         |

### Ehemalige Nutzung
| LAND                                                             | Schiffs-Bezeichnung                                                             | Präfix     | Marine                 |
| ---------------------------------------------------------------- | ------------------------------------------------------------------------------- | ---------- | ---------------------- |
| Colonial                                                         | Her Majesty’s Colonial Ship                                                     | HMCS       |                        |
| Australien                                                       | Commonwealth Naval Ship                                                         | CNS        |                        |
| Burma                                                            | His Majesty’s Burmese Ship                                                      | HMBS       |                        |
| Barbados                                                         | Her Majesty’s Barbadian Ship                                                    | HMBS       | Barbados Defence Force |
| Südafrikanische Union                                            | His Majesty’s South African Ship afrikaans Sy Majesteit se Suid-Afrikaanse Skip | HMSAS SMSA | South African Navy     |
| Britisch-Ceylon                                                  | Her Majesty’s Ceylon Ship                                                       | HMCyS      |                        |
| Fidschi                                                          | Her Majesty’s Fijian Ship                                                       | HMFS       |                        |
| Britisch-Indien                                                  | His Majesty’s Indian Ship                                                       | HMIS       |                        |
| Queensland vor Zusammenschluss zum Australischen Bund            | Her Majesty’s Queensland Ship                                                   | HMQS       |                        |
| Victoria (Australien) vor Zusammenschluss zum Australischen Bund | Her Majesty’s Victorian Ship                                                    | HMVS       |                        |
| Pakistan                                                         | His Majesty’s Pakistan Ship                                                     | HMPS       |                        |

## Grammatikalische Verwendung
Das Voranstellen eines Artikels vor einem mit Präfix bezeichneten Schiff wie in „the HMS Ark Royal“, - ausgeschrieben the His Majesty’s Ship Ark Royal (übersetzt „die Seiner Majestät Schiff Ark Royal“), wird als schlechter Stil angesehen.